# Ansamycine

Geldanamycine, une ansamycine à benzoquinone.

Une ansamycine est un métabolite secondaire possédant une activité antimicrobienne contre de nombreuses bactéries à Gram positif et certaines à Gram négatif. Cette famille de molécules, découverte en 1959 par Sensi et al. à partir d'un actinomycète, Amycolatopsis mediterranei, comprend divers composés tels que les streptovaricines (en) et les rifamycines. Ces composés présentent par ailleurs une activité antivirale contre les bactériophages et les poxvirus.
Ces molécules comprennent un résidu aromatique lié à une chaîne aliphatique. Ce résidu aromatique est la principale différence entre les différentes variétés d'ansamycines : il peut s'agir de cycles naphtalène ou naphtoquinone comme dans la rifamycine la naphtomycine. D'autres variétés comprennent un cycle benzène ou benzoquinone comme dans le cas de la geldanamycine et de l'ansamitocine.
Les rifamycines sont une sous-classe d'ansamycines très actives contre les mycobactéries, ce qui a conduit à leur utilisation massive comme traitement de la tuberculose, de la lèpre et des infections mycobactériennes liées au sida. Plusieurs analogues ont été isolés depuis à partir d'autres procaryotes.